# Cloxacilină
Cloxacilina este un antibiotic din clasa penicilinelor utilizat în tratamentul unor infecții bacteriene. Printre acestea se numără: infecțiile cutanate (impetigo, celulită), pneumonia, artrita infecțioasă și otita externă. Căile de administrare disponibile sunt orală și injectabilă.
Se află pe lista medicamentelor esențiale ale Organizației Mondiale a Sănătății.